# Provincia Occidentale (Papua Nuova Guinea)
La  Provincia Occidentale  è una provincia della Papua Nuova Guinea appartenente alla Regione di Papua.

## Geografia fisica

### Riserve naturali
- Tonda Wildlife Management Area

## Geografia antropica

### Suddivisioni amministrative
La provincia è suddivisa in distretti, che a loro volta sono suddivisi in aree di governo locale:
| Distretti               | Capoluogo | Aree LLG             |
| ----------------------- | --------- | -------------------- |
| Distretto di Middle Fly | Balimo    | Balimo Urban         |
| Distretto di Middle Fly | Balimo    | Bamu Rural           |
| Distretto di Middle Fly | Balimo    | Gogodala Rural       |
| Distretto di Middle Fly | Balimo    | Lake Murray Rural    |
| Distretto di Middle Fly | Balimo    | Nomad Rural          |
| Distretto di North Fly  | Kiunga    | Kiunga Rural         |
| Distretto di North Fly  | Kiunga    | Kiunga Urban         |
| Distretto di North Fly  | Kiunga    | Ningerum Rural       |
| Distretto di North Fly  | Kiunga    | Olsobip Rural        |
| Distretto di North Fly  | Kiunga    | Star Mountains Rural |
| Distretto di South Fly  | Daru      | Daru Urban           |
| Distretto di South Fly  | Daru      | Kiwai Rural          |
| Distretto di South Fly  | Daru      | Morehead Rural       |
| Distretto di South Fly  | Daru      | Oriomo-Bituri Rural  |